# Myrmecaelurus acerbus
Myrmecaelurus acerbus is een insect uit de familie van de mierenleeuwen (Myrmeleontidae), die tot de orde netvleugeligen (Neuroptera) behoort. 
Myrmecaelurus acerbus is voor het eerst wetenschappelijk beschreven door Walker in 1853.